# Verbascum suworowianum
Verbascum suworowianum är en flenörtsväxtart som först beskrevs av Johann Friedrich Wilhelm Koch, och fick sitt nu gällande namn av Carl Ernst Otto Kuntze. Verbascum suworowianum ingår i släktet kungsljus, och familjen flenörtsväxter.

## Underarter
Arten delas in i följande underarter:
- V. s. acuminatum
- V. s. papillosum
- V. s. pseudopersicum